# Dena Kaplan

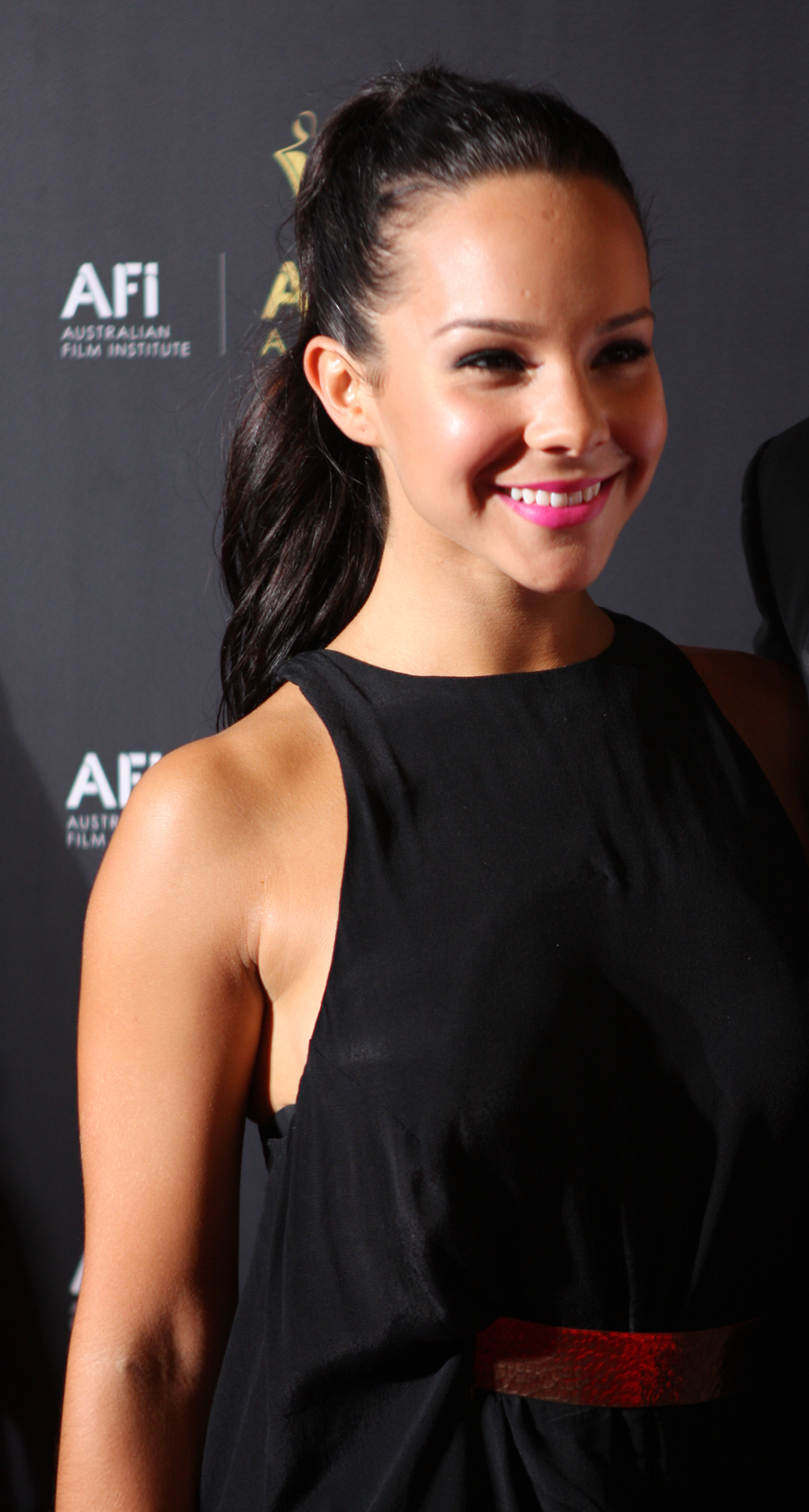
Dena Kaplan bei den AFI Awards 2012 in Sydney

Dena Kaplan (* 20. Januar 1989 in Johannesburg, Südafrika) ist eine australische Schauspielerin und Tänzerin.
1996 wanderten sie mit ihrer Familie nach Australien aus. Bekannt wurde sie durch ihre Rolle als Abigail in der australischen Serie Dance Academy – Tanz deinen Traum!. Sie hat zwei Schwestern. Ihre jüngere Schwester Ariel ist ebenfalls Schauspielerin.

## Filmografie (Auswahl)
- 2005: Scooter – Super-Spezialagent (Scooter: Secret Agent, Fernsehserie, Episode 1x15)
- 2007, 2010: City Homicide (Fernsehserie, 2 Episoden)
- 2009: Flight of the Conchords (Fernsehserie, Episode 2x05)
- 2009: I Am You – Mörderische Sehnsucht (In Her Skin)
- 2010–2013: Dance Academy – Tanz deinen Traum! (Dance Academy, Fernsehserie, 65 Episoden)
- 2013: Camp (Fernsehserie, 10 Episoden)
- 2016: Honey 3 – Der Beat des Lebens (Honey 3: Dare to Dance)
- 2017: Dance Academy – Das Comeback (Dance Academy: The Movie)
- 2021: Und täglich grüßt die Liebe (Long Story Short)